# Grixona
Grixona was een Moldavische luchtvrachtmaatschappij met haar thuisbasis in Chisinau.
Grixona opereerde onder andere vanaf Sharjah naar Irak, Pakistan, Congo, India, Kirgizië, Somalië en de Verenigde Arabische Emiraten.

## Geschiedenis
Grixona werd opgericht in 2005. In 2007 werden alle diensten en vluchten stopgezet omdat de vlieglicentie was ingetrokken. Er zouden onvoldoende veiligheidsmaatregelen genomen zijn.

## Vloot
De vloot van Grixona bestond in maart 2007 uit:
- 2 Antonov AN-12BP
- 1 Antonov AN-12T
- 1 Antonov AN-12V